# Florida Trees
Florida Trees (abreviado Florida Trees) es un libro con ilustraciones y descripciones botánicas que fue escrito por el botánico y taxónomo estadounidense John Kunkel Small y publicado en Nueva York en el año 1913, con el nombre de Florida Trees. A Handbook of the Native and Naturalized Trees of Florida. New York